# Inspektoraty okręgowe Straży Granicznej (1928–1939)
Inspektorat Okręgowy Straży Granicznej – podstawowe ogniwo w hierarchii służbowej Straży Granicznej.

## Historia
Inspektoraty Okręgowe były organem za pomocą którego Komenda Straży Granicznej sprawowała kierownictwo nad ochroną granic. Rozmieszczenie Inspektoratów Okręgowych było zależne od charakteru odcinka granicy i nasilenia przestępczości tak aby dowódca Inspektoratu Okręgowego był w stanie w sprawny sposób kierować podległymi mu jednostkami. 
Na czele jednostki stał Inspektor okręgowy Straży Granicznej z reguły w stopniu majora. Miał on pełnię władzy rozkazodawczej i dyscyplinarnej w stosunku do podległych mu oficerów i szeregowych. Do pomocy miał Sztab Inspektoratu Okręgowego w składzie: 5 oficerów SG, 24 szeregowych SG i 5 pracowników cywilnych.
Inspektoraty Okręgowe otrzymywały nazwę od regionu na którym organizowały swoją działalność. Inspektoraty Okręgowe ochraniały odcinek graniczny od 350 km do 750 km. W ich skład wchodziło od trzech do pięciu Inspektoratów Granicznych.
W 1938 roku nastąpiła zmiana nazewnictwa. Od tej pory Inspektorat Okręgowy Straży Granicznej nazywał się Komenda Okręgu Straży Granicznej.
W chwili powstania Straży Granicznej istniało 5 Inspektoratów Okręgowych (Nr 1 - Mazowiecki, Nr 2 - Pomorski, Nr 3 - Wielkopolski, Nr 4 - Śląski i Nr 5 - Małopolski). W 1934 roku z na miejsce Małopolskiego Inspektoratu utworzono dwa kolejne (Nr 5 - Zachodniomałopolski i Nr 6 - Wschodniomałopolski).

## Inspektoraty okręgowe
- Mazowiecki Inspektorat Okręgowy Straży Granicznej
- Pomorski Inspektorat Okręgowy Straży Granicznej
- Wielkopolski Inspektorat Okręgowy Straży Granicznej
- Śląski Inspektorat Okręgowy Straży Granicznej
- Małopolski Inspektorat Okręgowy Straży Granicznej
- Wschodniomałopolski Inspektorat Okręgowy Straży Granicznej
- Zachodniomałopolski Inspektorat Okręgowy Straży Granicznej